# Legitimismo (Francia)

"Estandarte Real", izado en presencia del pretendiente al trono francés desde 1962.

Legitimismo es el nombre de la corriente que apoya al restablecimiento del reinado de la Casa de Borbón en Francia. Los legitimistas reivindican, desde 1830, a los Borbones como herederos del trono de Francia, en caso de que se restaurase la monarquía en ese país. Se oponen a los orleanistas, partidarios de una línea cadete borbónica a la que pertenecía el último rey francés, Luis Felipe I, y a los bonapartistas.

## Historia
El legitimismo nació en 1830 como respaldo al destronado Carlos X y en contra de la Monarquía de Julio. Cuando Carlos X falleció en 1836, su hijo Luis XIX asumió la titularidad de la Casa Real Francesa, que en 1844 pasó a Enrique V, también conocido por su título de conde de Chambord.
Con la muerte sin hijos de Enrique V, último descendiente en línea masculina de Luis, duque de Borgoña —nieto de Luis XIV y padre de Luis XV—, la única opción fue recurrir a la descendencia del hermano menor de este, Felipe V de España. Así, los legitimistas franceses reconocieron como pretendiente al trono de Francia a Juan de Borbón y Braganza, hijo del pretendiente carlista Carlos María Isidro de Borbón y primogénito de los descendientes de Felipe V.
En 1936 murió sin descendencia el último de los carlistas, Alfonso Carlos de Borbón, con lo que se extinguía definitivamente la rama masculina del infante don Carlos. Los derechos al trono francés recayeron entonces en la descendencia del hermano menor de Carlos María Isidro, Francisco de Paula. Su hijo Francisco de Asís casó con Isabel II y fue padre de Alfonso XII, cuyo hijo —el destronado Alfonso XIII— fue considerado por la vasta mayoría de los legitimistas franceses como rey titular de Francia. 
Al año siguiente falleció Alfonso de Borbón y Battenberg, hijo mayor y heredero de Alfonso XIII, y sus derechos recayeron en el segundo hijo del rey, Jaime. A la muerte de Alfonso XIII en 1941, Jaime se convirtió en pretendiente al trono como Enrique VI de Francia. De él desciende la actual línea legitimista francesa, representada por su nieto Luis Alfonso de Borbón.

## Pretendientes
- Luis Antonio de Borbón y Saboya Delfín de Francia, hijo primogénito de Carlos X de Francia, y Pretendiente legitimista al trono de Francia como "Luis XIX Antonio Rey de Francia, VIII Rey de Baja Navarra y VII Copríncipe de Andorra". Se casó con su prima hermana, hija de Luis XVI de Francia, María Teresa de Borbón y Habsburgo-Lorena Princesa y Delfina de Francia, pero no tuvieron descendencia y los derechos pasaron a su sobrino Enrique.
- Enrique Carlos de Borbón y Borbón-Dos Sicilias, Conde de Chambord y Duque de Burdeos, hijo varón del Duque de Berry, hermano pequeño de Luis Antonio de Borbón y Saboya, y Pretendiente legitimista al trono de Francia como "Enrique V Rey de Francia, IV Rey de Baja Navarra y III Copríncipe de Andorra". Se casó con María Teresa de Habsburgo-Lorena y Saboya, Archiduquesa de Austria-Este y Princesa de Módena y Reggio, Hungría y Bohemia. La rama primogénita de los Borbones acabó aquí pasando sus derechos al heredero varón más cercano, la rama secundaria española de los Borbón-Anjou.
- Juan Carlos de Borbón-Anjou y Braganza, Conde de Montizón y Duque de Anjou, heredero varón de la casa de Borbón-Anjou, tras la muerte de su padre Carlos María Isidro de Borbón-Anjou y Borbón-Parma, Conde de Molina y Pretendiente carlista al trono de España como "Carlos V Rey de España" y el hijo primogénito de este, Carlos Luis de Borbón-Anjou y Braganza, Conde de Montemolín, como "Carlos VI Rey de España", muerto sin descendencia, en el Pretendiente carlista y legitimista al trono de España y Francia como "Juan III Rey de España y Francia, Copríncipe de Andorra y IV Rey de Baja Navarra". Se casó con María Beatriz de Habsburgo-Lorena y Saboya, Archiduquesa de Austria-Este y Princesa de Módena y Reggio, Hungría y Bohemia, teniendo descendencia.
  - Carlos María de Borbón-Anjou y Habsburgo-Lorena. Sucesor de su padre.
  - Alfonso Carlos de Borbón-Anjou y Habsburgo-Lorena. Sucesor de su sobrino.
- Carlos María de Borbón-Anjou y Habsburgo-Lorena, I Duque de Madrid y Duque de Anjou, hijo primogénito del anterior y Pretendiente Carlista y Legitimista al trono de España y Francia como "Carlos VII Rey de España, XI Rey de Francia, IV Rey de Navarra y I Copríncipe de Andorra". Se casó en primeras nupcias con la princesa Margarita de Parma con quien tuvo a sus 5 hijos, tras la muerte de esta, se volvió a casar con María Alberta de Rohan y Waldstein-Wartenberg, quien era Princesa de Rohan, con quien no tuvo descendencia.
  - Blanca de Borbón. Quien dio paso al Carloctavismo.
  - Jaime de Borbón y Borbón-Parma. Sucesor de su padre.
  - Elvira de Borbón y Borbón-Parma.
  - Beatriz de Borbón-Anjou y Borbón-Parma, Princesa consorte de Roviano y Duquesa consorte de Anticoli Corrado.
  - Alicia de Borbón-Anjou y Borbón-Parma, Princesa consorte de Schönburg-Waldenburg.
- Jaime Pío de Borbón y Borbón-Parma, II Duque de Madrid y Duque de Anjou, único hijo varón del anterior y pretendiente carlista y legitimista a los tronos de España y Francia, como "Jaime III Rey de España y I Rey de Francia, Baja Navarra y Copríncipe de Andorra". Como no se casó no tuvo descendencia y sus derechos pasaron a su tío Alfonso Carlos de Borbón-Anjou y Habsburgo-Lorena.
- Alfonso Carlos de Borbón-Anjou y Habsburgo-Lorena, III Duque de Madrid, I Duque de San Jaime y Duque de Anjou, tío del anterior y Pretendiente Carlista y Legitimista a los tronos de España y Francia, como "Alfonso Carlos I Rey de España o Carlos XII Rey de Francia, V Rey de Baja Navarra y II Copríncipe de Andorra". Se casó con María de las Nieves de Braganza, mas no tuvieron descendencia, y sus derechos al trono legitimista de Francia pasaron al siguiente Borbón varón de la casa de Borbón-Anjou, Alfonso XIII de España, pues su abuelo Paterno, Francisco de Asís de Borbón-Anjou y Borbón-Dos Sicilias, III Duque de Cádiz era hijo del hermano de Carlos María Isidro de Borbón-Anjou y Borbón-Parma, Francisco de Paula de Borbón-Anjou y Borbón-Parma, I Duque de Cádiz.
- Alfonso León de Borbón-Anjou y Habsburgo-Lorena, XIII Rey de España, Duque de Anjou, Pretendiente legitimista al trono de Francia, como "Alfonso I Rey de Francia, Copríncipe de Andorra y II Rey de Baja Navarra". Se casó con la nieta de la reina Victoria I del Reino Unido, Victoria Eugenia de Battenberg, teniendo descendencia.
  - Alfonso de Borbón-Anjou y Battenberg. Renunció a sus derechos a los tronos de España y Francia para casarse con una plebeya, no tuvo descendencia.
  - Jaime de Borbón-Anjou y Battenberg. Heredero al trono de Francia.
  - Beatriz de Borbón-Anjou y Battenberg. Princesa consorte de Civitella-Cesi.
  - María Cristina de Borbón-Anjou y Battenberg. Condesa consorte de Marone-Cinzano.
  - Juan de Borbón-Anjou y Battenberg. Heredero al trono de España.
  - Gonzalo de Borbón-Anjou y Battenberg. Sin descendencia.
- Jaime Enrique de Borbón-Anjou y Battenberg, infante de España, I duque de Segovia, grande de España, duque de Anjou y pretendiente legitimista al trono de Francia como "Enrique VI rey de Francia, V rey de Baja Navarra y IV copríncipe de Andorra". Se casó con Emmanuela de Dampierre y Ruspoli, con quien tuvo dos hijos y después casó con Charlotte Tiedemann, con quien no tuvo descendencia.
  - Alfonso de Borbón-Anjou y Dampierre. Heredero de su padre.
  - Gonzalo de Borbón-Anjou y Dampierre. Duque de Aquitania.
- Alfonso de Borbón-Anjou y Dampierre, IV Duque de Cádiz, con Grandeza de España, Duque de Anjou y Pretendiente legitimista al trono de Francia como "Alfonso II Rey de Francia, Copríncipe de Andorra y III Rey de Baja Navarra". Se casó y se divorció con la nieta del dictador Francisco Franco Bahamonde, María del Carmen Martínez-Bordiú y Franco, Marquesa heredera de Villaverde y tuvieron dos hijos, uno de ellos falleció en la infancia.
  - Francisco de Asís de Borbón-Anjou y Martínez-Bordiú. Duque de Bretaña.
  - Luis Alfonso de Borbón-Anjou y Martínez-Bordiú. Heredero de su padre y su madre.
- Luis Alfonso de Borbón-Anjou y Martínez-Bordiú, Duque de Anjou, Borbón y Pretendiente legitimista al trono de Francia como "Luis XX Alfonso Rey de Francia, IX Rey de Baja Navarra y VIII Copríncipe de Andorra". Casado con María Margarita Vargas Santaella, con quien tiene 4 hijos.
  - Eugenia de Borbón-Anjou y Vargas.
  - Luis de Borbón-Anjou y Vargas, Duque de Borgoña.
  - Alfonso de Borbón-Anjou y Vargas. Duque de Berry.
  - Enrique de Borbón-Anjou y Vargas. Duque de Turena.